# 緣點紫斑蝶
緣點紫斑蝶（学名：Euploea klugii），又名默紫斑蝶
，是一種分布於印度與東南亞的蛺蝶科蝴蝶。該物種由昆蟲學家弗雷德里克·摩爾於1858年首次描述。

## 描述

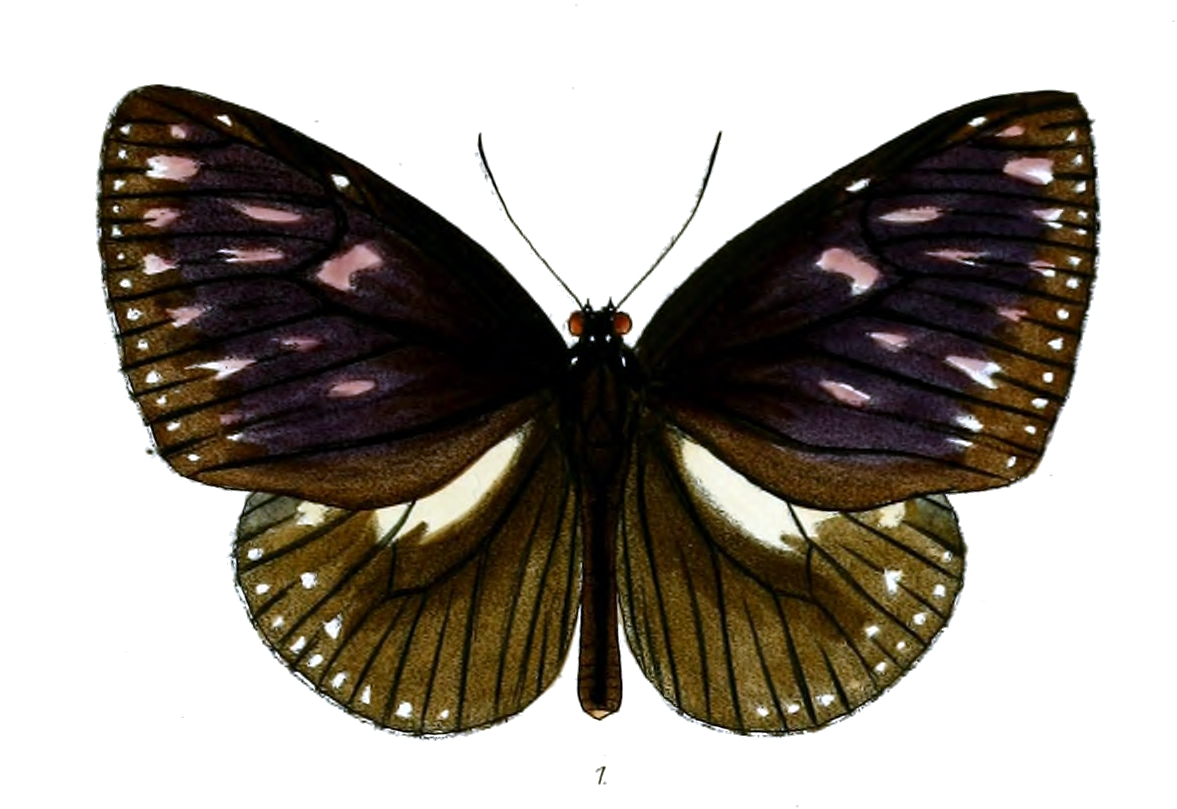

雄蝶的前翅形狀變化多端，特別是翅緣與背緣的輪廓。相較之下，前翅因背緣弧度較大而顯得相對狹長。其翅緣呈斜狀，略微凸出。在「圓翅紫斑蝶」型態中，前翅較寬，背緣大幅凸出，使整體近似方形，而其翅緣比典型型態更為弧形。雌蝶的差異則不那麼明顯。
典型型態的翅面為深褐色前翅，帶有延伸至翅緣的藍色光澤，翅室頂端有一個斑點，另有一個小翅前緣斑與兩條短條紋位於翅室端點之外。雌蝶具有兩個盤區斑，而在六列次端與端部斑列中，第二列缺失。雌雄皆有次端斑往內延伸，所有斑點皆呈藍白色。後翅為赭褐色，中部帶藍光澤；次端斑列不完整或漸趨退化，前者僅於頂角下方呈現兩至三個斑點，後者於雄蝶僅為微點；雌蝶則缺乏，僅可自翅腹面透視而見。

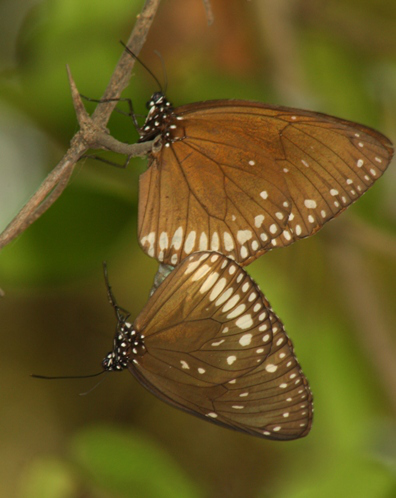
交尾

翅腹面近似，但為較淡之褐色，無藍色光澤。前翅中央為深色，斑點較為清晰，次端與端部斑列大致完整。觸角為黑色，頭部、胸部與腹部皆為天鵝絨般的褐色，頭部與胸部佈滿藍白色斑點。
kollari型亞種之翅面為極深橄欖褐色，越近翅緣越淺；雙翅具完整或近完整的次端與端部白斑列，前者比後者大，於前翅向端角變小且內彎。後翅上之白斑為橢圓形，明顯大於端部斑，後者排列整齊，每翅間隙兩個，在前翅頂角處漸趨退化。腹面為淺橄欖褐色，斑點與翅面相同，另於前翅具有二至四個盤區斑，其中兩個最大者位於翅間隙處，還有一個小前緣斑；後翅則有一或兩個盤區小斑。觸角極深褐色；頭部、胸部與腹部亦為深褐色，前兩者稀疏布有白點。

## 分布
本種分布於印度半島、斯里蘭卡與馬來地區。已有多個地理變異明顯的型態或亞種被命名：

## 亞種
Euploea klugii的亞種包括：
- Euploea klugii klugii (Moore, 1857)（比哈爾邦北部；錫金至東北印度、緬甸北部）
- Euploea klugii erichsonii (C. & R. Felder, 1865)（緬甸南部、馬來半島北部）
- Euploea klugii kollari ( C. & R. Felder, 1865)（印度古吉拉特邦東至西孟加拉與奧里薩邦）
- Euploea klugii sinhala ( Moore, 1877)（斯里蘭卡）
- Euploea klugii minorata (Moore, 1878)（海南）
- Euploea klugii burmeisteri (Moore, 1883)（泰國、中南半島、中國東南部與海南）

## 扩展阅读
- 維基物種上的相關：緣點紫斑蝶